# Бережняк, Иван Ефимович
Иван Ефимович Бережняк — советский хозяйственный, государственный и политический деятель, Герой Социалистического Труда.

## Биография
Родился в 1928 году в селе Валки. Член КПСС с 1951 года.
С 1947 года — на хозяйственной, общественной и политической работе. В 1947—1987 гг. — учитель сельской школы, красноармеец, пропагандист Кулундинского райкома ВКП(б), первый секретарь Кулундинского райкома ВЛКСМ, секретарь райкома КПСС по зоне Кулундинской МТС, инструктор, заведующий отдела парторганов Алтайского крайкома КПСС, первый секретарь Тальменского райкома КПСС, секретарь парткома Славгородского колхозно-совхозного управления, первый секретарь Павловского райкома КПСС, секретарь Алтайского крайкома, второй секретарь Алтайского крайкома КПСС.
Указом Президиума Верховного Совета СССР от 13 декабря 1972 года присвоено звание Героя Социалистического Труда с вручением ордена Ленина и золотой медали «Серп и Молот».
Избирался депутатом Верховного Совета РСФСР 11-го созыва. Делегат XXIII, XXV и XXVI съездов КПСС.
Умер в Барнауле в 1988 году.